# Bagaroua
Bagaroua est une localité et une commune rurale du Niger, chef-lieu du département de Bagaroua, région de Tahoua.

## Géographie
Bagaroua est située sur la route nationale 36 (axe Dogondoutchi-Tébaram) à 27 km au sud de Tébaram. La route nationale 15 relie la ville à Illéla 108 km à l'ouest puis à Badégichéri 123 km à l'ouest sur l'axe Tahoua-Tsernaoua (RN 29). 
|            | Tébaram  | Bambèye       |
| Dogonkiria | Bagaroua | Illéla        |
|            | Alléla   | Birni N'Konni |

## Histoire
Bagaroua signifie acacia en langue haoussa. Le poste administratif est créé en 1970. La commune rurale de Bagaroua est instaurée lors de la réforme administrative nationale de 2002. Le poste administratif de Bagaroua est séparé du département d'Illéla en 2011, la localité devient chef-lieu du département éponyme dont le ressort est identique à la commune rurale de Bagaroua.

## Population
Lors du recensement général de 2012, la population communale est relevée à 72 293 habitants. La localité compte 9 497 habitants en 2012.

## Services et infrastructures
- Collège d'enseignement général (CEG) à Bagaroua,
- Collège d'enseignement technique (CET) à Bagaroua,
- Centre de formation aux métiers (CFM) de Bagaroua.

## Économie
La commune se situe dans la zone agropastorale.